# 마니푸르어

마니푸르어(Manipuri, ꯃꯅꯤꯄꯨꯔꯤ) 또는 메이테이어(Meithei, ꯃꯩꯇꯩꯂꯣꯟ)는 인도의 마니푸르주와 주변 지역(아삼주 등)에서 사용되는 티베트버마어파의 언어로, 메이테이인(마니푸르인)이 사용한다. 마니푸르주와 아삼주의 4개 지자체에서 공용어로 지정되어 있으며, 인도 헌법이 규정하고 있는 주요 소수민족 언어 중 하나이다. 2011년 인구조사 기준 모어 화자는 약 176만 명으로 인도에서 가장 널리 사용되는 티베트버마어파 언어이며, 인도 북동부에서 아삼어, 벵골어 다음으로 화자가 많다.

## 문자
고유의 메이테이 문자는 고대부터 사용된 역사가 있으나 18세기 벵골 문자로 대체되어 쇠퇴했다가 20세기에 대대적으로 부흥하였다. 기독교도 사이에서는 로마 문자로 표기된 메이테이어 성경도 자주 사용된다.

## 문법
문장은 기본적으로 SOV(주어-목적어-동사) 어순을 가지고 있다. 예를 들어 Ei chak chai("나는 밥을 먹는다")에서 ei는 "나", chak은 "밥", chai는 "먹는다"에 대응된다.
명사와 대명사에는 복수 구분이 있는데 인칭 대명사나 고유명사의 경우 -khoi를 붙이고 다른 명사에는 -sing을 붙여서 이를 표시한다. 그러나 동사는 복수형 명사의 영향을 받지 않는다.

## 음운
메이테이어는 성조어이다. 다만 성조가 정확히 2개인지 3개인지에 대해서는 학자마다 의견이 다르다.

### 자음
|        |            |          | 순음 | 치음/치경음 | 경구개음 | 연구개음 | 성문음 |
| ------ | ---------- | -------- | ---- | ----------- | -------- | -------- | ------ |
| 비음   | 비음       | 비음     | m    | n           |          | ŋ        |        |
| 파열음 | 안울림소리 | 예사소리 | p    | t           | tʃ       | k        | ʔ      |
| 파열음 | 안울림소리 | 거센소리 | pʰ   | tʰ          |          | kʰ       |        |
| 파열음 | 울림소리   | 예사소리 | b    | d           | dʒ       | ɡ        |        |
| 파열음 | 울림소리   | 거센소리 | bʱ   | dʱ          |          | ɡʱ       |        |
| 마찰음 | 마찰음     | 마찰음   |      | s           |          |          | h      |
| 탄음   | 탄음       | 탄음     |      | ɾ           |          |          |        |
| 설측음 | 설측음     | 설측음   |      | l           |          |          |        |
| 접근음 | 접근음     | 접근음   | w    |             | j        |          |        |

### 모음
|        | 전설음 | 중설음 | 후설음 |
| ------ | ------ | ------ | ------ |
| 고모음 | i      |        | u      |
| 중모음 | e      | ɐ      | o      |
| 저모음 |        | a      |        |

## 같이 보기
- 인도의 언어
- 모어 화자 수순 인도 언어 목록